# Gunther Fehlinger
Günther Fehlinger (Linz, 23 de agosto de 1968) é um economista e consultor austríaco que atua como secretário-geral da Associação das Pequenas e Médias Empresas (PME) do Partido Popular Europeu (EPP). Fehlinger é o chefe de várias organizações não-governamentais que defendem o expansionismo da União Europeia e da OTAN. Ele tem se tornado conhecido na internet graças aos seus comentários e militância fortemente atlantista no Twitter, na qual é bastante ativo.

## Biografia
Fehlinger nasceu em 1968 na cidade austríaca de Linz. Ele frequentou o Khevenhüller Gymnasium Linz, escola secundária de 1979 a 1988 antes de servir nas Forças Armadas Austríacas como tenente reservista de 1988 a 1989. Estudou na Universidade de Economia e Negócios de Viena de outubro de 1989 a setembro de 1998, graduando-se com um mestrado em comércio internacional, especializando-se em gestão e recursos humanos.

## Ativismo estudantil
De 1991 a 1995, Fehlinger foi Diretor Financeiro e Internacional da União Austríaca de Estudantes, enquanto também serviu como delegado austríaco na União Europeia de Estudantes de 1993 a 1995 e Presidente Nacional da AktionsGemeinschaft de 1994 a 1995. Em 1998, Fehlinger treinou com a organização juvenil conservadora americana Young America's Foundation em Washington, D.C.

### Estudantes Democratas Europeus
Fehlinger tem mantido um envolvimento estreito com a associação política estudantil e juvenil pan-europeia de centro-direita Estudantes Democratas Europeus desde fevereiro de 1994, levando-o a ser descrito como "um dos oficiais EDS mais influentes dos anos noventa" na história oficial da organização. Fehlinger foi vice-presidente da EDS de 1995 a 1996, antes de ser presidente de 1996 a 1998. Além disso, Fehlinger liderou vários grupos de trabalho da EDS e tentou organizar uma viagem a Belgrado em janeiro de 1997, que foi bloqueada pelo governo iugoslavo negando vistos. Mais notavelmente, Fehlinger liderou o esforço para tornar a EDS a ala oficial da juventude do Partido Popular Europeu.

## Carreira
Desde 2005, Gunther tem focado na reforma econômica e política de PMEs em países europeus em transição, principalmente no Kosovo, Albânia e Ucrânia. É membro do Conselho de Administração do Grupo de Ação para a Integração Económica Regional dos Balcãs do Sul e coordena a rede Europeus para a Reforma Fiscal. Ele coordena o Sim austríaco para a Ucrânia e apoia o "conceito de trio" para a adesão da Áustria à UE. Ele também publica um Podcast chamado Pax Europeana.
Em outubro de 2022, Fehlinger participou de um painel de discussão realizado no Hangar-7, em Salzburgo, sobre as Forças Armadas austríacas e a invasão da Ucrânia pela Rússia. Moderado pelo jornalista Michael Fleischhacker, o debate foi realizado com a professora e defensora da neutralidade Andrea Komlosy, o especialista em defesa Ralph Thiele, o coronel Klaus Wolff e a cientista cultural Nathalie Weidenfeld.

## Posicionamentos políticos
Fehlinger é altamente visto como um Atlantista e Pro-Europeísta, defendendo abertamente em seus tweets a expansão da OTAN e da União Europeia, com o ''combater oimperialismo russo''. Se auto descreve como Presidente do Comité Europeu para o Alargamento da OTAN para o Kosovo, Ucrânia, Bósnia e Herzegovina, Áustria, Moldávia, Malta, Irlanda, Geórgia, Chipre e União Europeia. Ele se refere às suas posições políticas e de política externa como a "doutrina Fehlinger". Ele também pediu que a Armênia se juntasse à OTAN e deixasse a aliança militar da OTSC.
É um forte crítico da Sérvia, afirmando no Twitter que "a Sérvia deve ser isolada" e "vamos construir um muro em torno da Sérvia!" Fehlinger também afirmou que "quem rejeita o reconhecimento do Kosovo deve duvidar se ele é seriamente parte do Mundo Livre".
Fehlinger opõe-se à reunificação da Irlanda e ao partido de esquerda, Sinn Féin, acusando de ser uma organização de "propaganda pró-Rússia". O mesmo afirmou que a ''A Irlanda estará mais próximo possível da unidade [OTAN]''.
Em 5 de setembro de 2023, Fehlinger se opôs ao Estado de Israel após 25 anos de apoio, o motivo foi em seu tweet onde que alegava que o país ''possuía a tecnologia de defesa mais avançada, perdendo apenas para os EUA'', mas que ao mesmo tempo ''não decidiu a fornecer suas tecnologias a Ucrânia''. Por conta disso, passou desde então apoiar a Palestina e a ''divisão de Israel em 2 estados''.

## Controversas
Por conta de seu papel como líder de uma ONG pró-OTAN, as falas de Fehlinger acabaram levando a certos mal-entendimentos de que ele estava falando em nome da aliança militar. Depois que Fehlinger tuitou: "Nikol Pashinyan, peço à Armênia que se junte à OTAN. Joe Biden, proteja a Armênia", foi esclarecido pelo vice-ministro das Relações Exteriores da Armênia, Vahan Kostanyan, que Fehlinger é apenas o chefe de uma organização não-governamental que tem a palavra 'OTAN' em seu nome. Os comentários de Fehlinger provocaram a oposição do vice-ministro russo das Relações Exteriores, Alexander Grushko, que rejeitou a proposta de Fehlinger como uma "grande fantasia".

### Proposta de divisão do Brasil
| Gunther Fehlinger | Logo do Twitter, um pássaro azul estilizado |
| @GunterFehlinger  |                                             |

            Após esta cúpula #BRICS começo a me perguntar se Lula Socialista Corrupto não é a esperança do Mundo Livre, mas conduzirá o Brasil  na mesma direção que Rússia, China, Irã

Deixo bem claro que se você
@LulaOficial
 aderir ao eixo hostil do Genocídio, vou convocar para desmantelar o Brasil  ?

Em 25 de agosto de 2023, após à participação do Brasil na 15ª cúpula do Brics, Fehlinger em resposta, declarou que se o presidente Lula "liderasse o Brasil na mesma direção que Rússia, China, Irã" e se juntasse a um "eixo hostil de genocídio", ele "chamaria para desmantelar o Brasil". Fehlinger incluiu um mapa que retratava a divisão do Brasil em quatro estados fragmentados com seus respectivos regimes: Amazônia, ''Pedronia'', Recife e um Brasil reduzido.
Após a viralização de seu tweet, Fehlinger tornou-se alvo de falsas alegações nos comentários que atribuíam seu tweet como uma posição oficial da OTAN, com a Reuters relatando que um vídeo com tais alegações teve mais de 250.000 visualizações no Facebook. Em nota, Fehlinger esclareceu em seu Twitter que "não representa a OTAN'' de forma oficial e que ''a OTAN não está planejando desmembrar o Brasil  nem qualquer outro país''. Um comunicado da OTAN declarou ainda que "quaisquer alegações de que a OTAN planeja invadir ou dividir o Brasil são um completo absurdo".